# Bathyphantes alboventris
Bathyphantes alboventris é uma espécie de aranhas da família Linyphiidae encontradas nos Estados Unidos e no Canadá.